# Wallace MacDonald
Pour les articles homonymes, voir Wallace et MacDonald.
Wallace MacDonald est un acteur, producteur, scénariste et réalisateur de cinéma américain, d'origine canadienne, né le 5 mai 1891 à Mulgrave, au Canada, et mort le 30 octobre 1978 à Santa Barbara (Californie). 
En tant qu'acteur, dans sa jeunesse, il interprète souvent des petits rôles dans la série des Charlot, de Charles Chaplin.

## Biographie
Wallace MacDonald était marié avec l'actrice américaine Doris May.

## Filmographie partielle

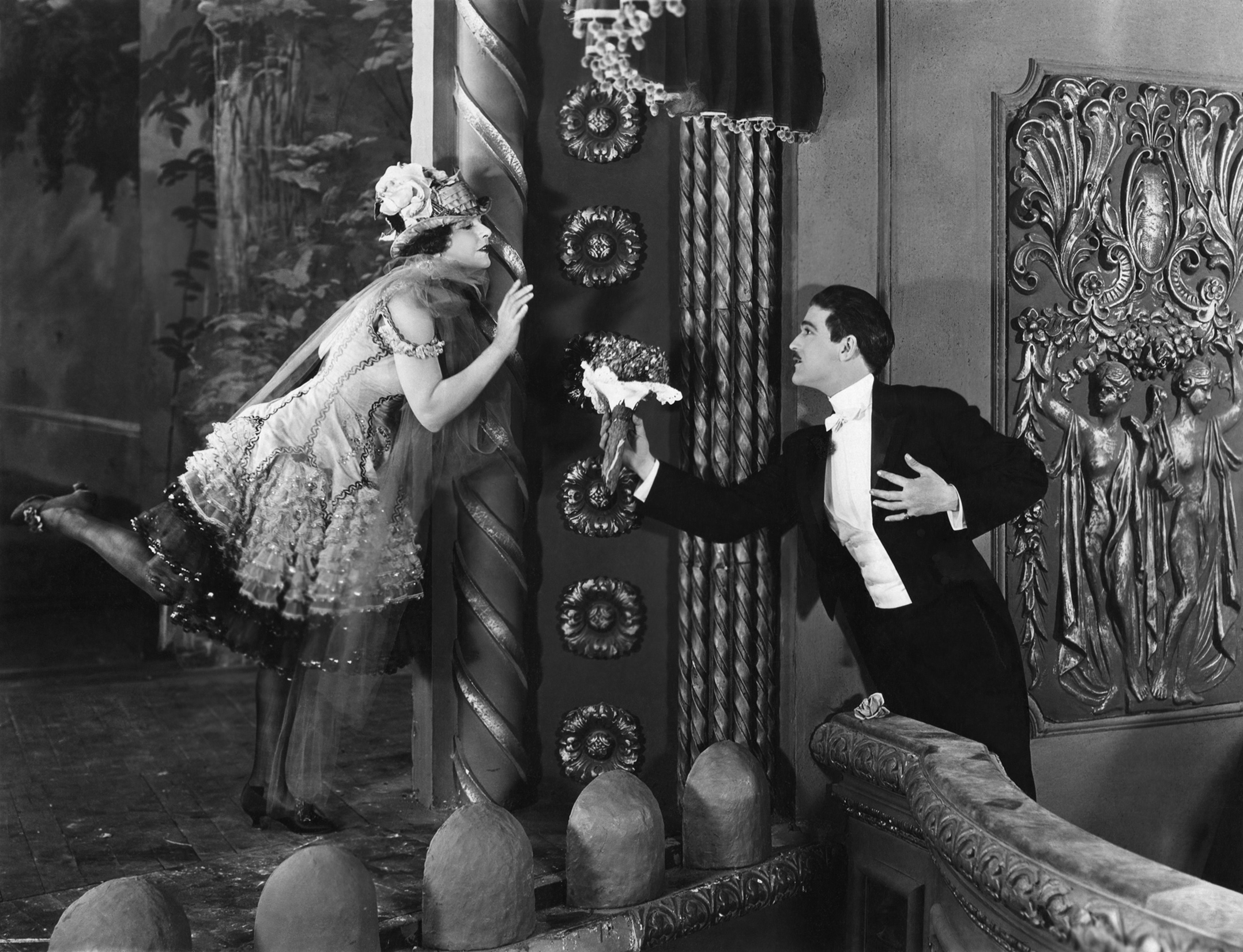
Avec Norma Talmadge, dans Sa vie (1925)

### Acteur
- 1912 : Disillusioned de Hobart Bosworth
- 1914 : Le Roman comique de Charlot et Lolotte (Tillie's Punctured Romance) de Mack Sennett
- 1914 : Charlot et les Saucisses (Mabel's Busy Day) de Mack Sennett
- 1914 : Charlot et le Mannequin (Mabel's Married Life) de Charlie Chaplin et Mabel Normand
- 1914 : Charlot artiste peintre (The Face on the Bar Room Floor) de Charlie Chaplin
- 1914 : Charlot et Fatty font la bombe (The Rounders) de Charlie Chaplin
- 1914 : Charlot garçon de café (Caught in a Cabaret) de Mabel Normand
- 1914 : Charlot mitron (Dough and Dynamite) de Charlie Chaplin
- 1918 : Madame Sphinx de Thomas N. Heffron
- 1918 : Mlle. Paulette de Raymond Wells
- 1919 : La Petite Institutrice (Cupid Forecloses) de David Smith
- 1919 : Petit Patron (The Little Boss) de David Smith
- 1919 : Les Deux Mères (A Girl Named Mary) de Walter Edwards
- 1920 : The Fighting Shepherdess d'Edward José et Millard Webb
- 1920 : Cinderella's Twin de Dallas M. Fitzgerald
- 1921 : The Fire Cat de Norman Dawn
- 1923 : La Brebis égarée (The Spoilers) de Lambert Hillyer
- 1924 : L'Aigle des mers (The Sea Hawk) de Frank Lloyd
- 1924 : Love and Glory de Rupert Julian
- 1924 : Guerrita (Thy Name Is Woman) de Fred Niblo
- 1925 : Sa vie (The Lady) de Frank Borzage
- 1925 : Learning to Love de Sidney Franklin
- 1925 : La Charmeuse (The Charmer) de Sidney Olcott : Ralph Bayne
- 1925 : Sa nièce de Paris (Lightnin) de John Ford : John Marvin
- 1925 : New Lives for Old de Clarence G. Badger
- 1925 : The Primrose Path de Harry O. Hoyt
- 1926 : Two Can Play de Nat Ross
- 1927 : Drums of the Desert de John Waters
- 1928 : L'Amazone des mers (Blockade) de George B. Seitz
- 1929 : Fancy Baggage de John G. Adolfi
- 1929 : Grande Chérie (Sweetie) de Frank Tuttle
- 1930 : Madame Satan (Madam Satan) de Cecil B. DeMille
- 1930 : Le Chant du bandit (The Rogue Song) de Lionel Barrymore
- 1931 : Docteur Karlov (Drums of Jeopardy) de George B. Seitz
- 1933 : Chercheuses d'or de 1933 (Gold Diggers of 1933) de Mervyn LeRoy
- 1933 : Mary Stevens, M.D. de Lloyd Bacon

### Producteur
- 1932 : Hors-bord C-67 (Speed Demon) de D. Ross Lederman
- 1937 : Le Fantôme du cirque (The Shadow) de Charles C. Coleman
- 1937 : Criminels de l'air (Criminals of the Air) de Charles C. Coleman
- 1938 : Un amour de gosse (Little Miss Roughneck) d'Aubrey Scotto
- 1939 : The Man They Could Not Hang de Nick Grinde (non crédité)
- 1939 : La Tragédie de la forêt rouge (Romance of The Redwoods)
- 1944 : Le Juré disparu (The Missing Juror) de Oscar Boetticher Jr.
- 1945 : Le Calvaire de Julia Ross (My Name Is Julia Ross) de Joseph H. Lewis
- 1945 : Fuite dans la brume (Escape in the Fog) de Oscar Boetticher Jr.
- 1949 : Air Hostess de Lew Landers
- 1950 : On the Isle of Samoa de William Berke

### Scénariste
- 1934 : In Old Santa Fe, de David Howard
- 1935 : L'Île des rayons de la mort (The Fighting Marines) de B. Reeves Eason et Joseph Kane
- 1935 : L'Empire des fantômes (The Phantom Empire)

### Réalisateur
- 1923 : Girl from the West
- 1927 : A Silly Sailor
- 1927 : A Low Necker
- 1928 : Free Lips
- 1928 : Cook, Papa, Cook
- 1928 : Wife Trouble
- 1959 : Gunmen from Laredo